# Єлюй
Єлю́й (рос. Елюй, чув. Елӳ) — присілок у складі Цівільського району Чувашії, Росія. Входить до складу Булдеєвського сільського поселення.
Населення — 81 особа (2010; 110 у 2002).
Національний склад:
- чуваші — 99 %